# (6914) Becquerel
(6914) Becquerel (1992 GZ) – planetoida z grupy pasa głównego asteroid okrążająca Słońce w ciągu 4,14 lat w średniej odległości 2,58 j.a. Odkryta 3 kwietnia 1992 roku.